# Canton de Mareuil-sur-Lay-Dissais
Le canton de Mareuil-sur-Lay-Dissais est une circonscription électorale française située dans le département de la Vendée et la région des Pays de la Loire.

## Histoire
Le canton de Mareuil-sur-Lay-Dissais est reconduit par l'article 10 du décret no 2014-169 du 17 février 2014 ; il se compose de communes situées dans les anciens cantons de Moutiers-les-Mauxfaits, de La Roche-sur-Yon-Sud, de Luçon et de Mareuil-sur-Lay-Dissais.

## Représentation

### Conseillers d'arrondissement (de 1833 à 1940)
| Période                                  | Période      | Identité                                                | Étiquette               | Qualité |
| ---------------------------------------- | ------------ | ------------------------------------------------------- | ----------------------- | --- |
| 1833                                     | 1842         | Jérôme Aimé Aulneau (1781-1866)                         |                         | Maire de Moutiers-sur-le-Lay                                                                                |
| 1842                                     | 1848         | Marie Nicolas Mathurin Buet (1800-1850)                 |                         | Médecin à Mareuil-sur-Lay                                                                                   |
|                                          |              |                                                         |                         | |
| av.1865                                  |              | Benjamin Joussemet                                      |                         | Maire de Péault                                                                                             |
|                                          |              |                                                         |                         | |
| 1889                                     | 1900 (décès) | M. Texier                                               | Droite                  | |
| 1900                                     |              | Marie Félix Julien Buet (1828-1908, fils de M.N.M.Buet) | Républicain             | Propriétaire, maire puis conseiller municipal de Mareuil-sur-Lay                                            |
|                                          |              |                                                         |                         | |
| 1910                                     | 1919         | Félix Poumailloux                                       | Républicain             | Industriel à Mareuil-sur-Lay                                                                                |
| 1919                                     | 1926 (décès) | Victor Rochet                                           | Radical                 | Propriétaire à Moutiers-sur-le-Lay                                                                          |
| 6 juin 1926                              | 1940         | Gustave Pilastre (1886-1967)                            | Républicain indépendant | Agriculteur, propriétaire du château de Bessay, conseiller municipal de Bessay                              |
| 1940                                     |              |                                                         |                         | Les conseils d'arrondissement ont été suspendus par la loi du 12 octobre 1940 et n'ont jamais été réactivés |
| Les données manquantes sont à compléter. |              |                                                         |                         | |

### Conseillers généraux de 1833 à 2015
| Période | Période | Identité                                   | Étiquette    | Qualité |
| ------- | ------- | ------------------------------------------ | ------------ | --- |
| 1833    | 1861    | Joseph Hector Prosper Deshayes (1796-1877) |              | Juge de paix à Mareuil-sur-Lay |
| 1861    | 1867    | Jean Victor Deshayes (1830-1877)           |              | Ancien avocat à Rochefort (Charente-Maritime), Juge de paix à Mareuil-sur-Lay                                                                                   |
| 1867    | 1880    | Daniel Auguste Sabouraud                   | Droite       | Ingénieur des chemins de fer Propriétaire du château de Salidieu à Bessay                                                                                       |
| 1880    | 1898    | Maurice Angeard                            | Républicain  | Docteur en médecine à Mareuil-sur-Lay |
| 1898    | 1910    | Léon Fortin                                | Conservateur | Médecin, maire de Moutiers-sur-le-Lay |
| 1910    | 1928    | Victor Boisdé                              | Républicain  | Propriétaire à La Roche-sur-Yon |
| 1928    | 1940    | Marcel Poumailloux (1899-1986)             | URD          | Négociant en grains, minotier, marchand de vins Maire de Mareuil                                                                                                |
|         |         |                                            |              | |
| 1945    | 1970    | Maurice Priouzeau (1911-2004)              | DVD          | Vétérinaire Maire de Mareuil-sur-Lay (1953-1971) |
| 1970    | 2001    | Gérard Priouzeau                           | DVD puis UDF | Agriculteur Maire de Mareuil-sur-Lay-Dissais (1974-2001) Président de la Communauté de communes du Pays Mareuillais (1997-2001) Conseiller régional (1992-1998) |
| 2001    | 2015    | Jean-Pierre Hocq                           | DVD          | Vétérinaire Maire de Mareuil-sur-Lay-Dissais Président de la Communauté de Communes du Pays Mareuillais                                                         |

### Conseillers départementaux depuis 2015
| Période élective | Période élective | Mandat   | Mandat   | Identité                       | Nuance | Nuance | Qualité |
| ---------------- | ---------------- | -------- | -------- | ------------------------------ | ------ | ------ | --- |
| 2 avril 2015     | 2021             | 2015     | 2021     | Marcel Gauducheau              |        | DVD    | Retraité Maire du Champ-Saint-Père (1989 → 2020) Conseiller général de Moutiers-les-Mauxfaits (2001 → 2015)                                                |
| 2 avril 2015     | 2021             | 2015     | 2021     | Brigitte Hybert                |        | DVD    | Commerçante Maire de Moutiers-sur-le-Lay (2008 → ) Présidente de la CC du Pays-Mareuillais (2014 → 2016) Présidente de la CC Sud-Vendée-Littoral (2017 → ) |
| 2021,            | 2028             | 2021     | mai 2022 | Éric Adrian (Mort en fonction) |        | DVD    | Maire de Saint-Avaugourd-des-Landes (2014 → 2022) Vice-président de la CC Sud-Vendée-Littoral ( ? → 2022)                                                  |
| 2021,            | 2028             | 2021     | en cours | Brigitte Hybert                |        | DVD    | Conseillère sortante, 10ème Vice-Présidente du conseil départemental                                                                                       |
| 2021,            | 2028             | mai 2022 | en cours | Didier Roux                    |        | DVD    | Retraité, ancien officier de l’Armée de terre puis chef d’entreprise Maire de Curzon (2020 → )                                                             |

À l'issue du 1er tour des élections départementales de 2015, deux binômes sont en ballotage : Marcel Gauducheau et Brigitte Hybert (Union de la Droite, 37,47 %) et José Feray et Michelle Mercier (FN, 26,11 %). Le taux de participation est de 54,39 % (13 924 votants sur 25 601 inscrits) contre 52,59 % au niveau départemental et 50,17 % au niveau national.
Au second tour, Marcel Gauducheau et Brigitte Hybert (Union de la Droite) sont élus avec 70,47 % des suffrages exprimés et un taux de participation de 53,14 % (8 594 voix pour 13 599 votants et 25 592 inscrits).

## Composition

### Composition avant 2015

Le canton dans le découpage de 1979.

L'ancien canton de Mareuil-sur-Lay-Dissais, dénommé canton de Mareuil (1801-1956), de Mareuil-sur-Lay (1956-1974), puis canton de Mareuil-sur-Lay-Dissais (1974-2015), regroupait originellement 15 communes en 1801, 14 en 1820, 12 en 1827 et enfin 11 à partir de 1999 :
- Bellenoue (1801-1827 ; fusion avec Château-Guibert en 1827) ;
- Bessay ;
- La Bretonnière (1801-1999 ; fusion avec La Claye en 1999) ;
- La Bretonnière-la-Claye (à partir de 1999) ;
- Château-Guibert ;
- La Claye (1801-1999 ; fusion avec La Bretonnière en 1999) ;
- Corbaon (1801-1827 ; fusion avec Château-Guibert en 1827) ;
- Corpe ;
- La Couture ;
- Mareuil-sur-Lay-Dissais (Mareuil (1801-1956), Mareuil-sur-Lay (1956-1974) ; chef-lieu) ;
- Moutiers-sur-le-Lay ;
- Péault ;
- Les Pineaux (1801-1820 et à partir de 1855 ; fusion avec Saint-Ouen-des-Gâts en 1820 ; changement de nom en 1855) ;
- Les Pineaux-Saint-Ouen (1820-1855 ; changement de nom en Les Pineaux) ;
- Rosnay ;
- Saint-Ouen-des-Gâts (1801-1820 ; fusion avec Les Pineaux en 1820) ;
- Sainte-Pexine.

### Composition depuis 2015

Le canton dans le découpage de 2015.

Lors du redécoupage de 2014, le canton comprenait 28 communes entières.
À la suite de la création des communes nouvelles de Rives de l'Yon au 1er janvier 2016 et de l'Aiguillon-la-Presqu'île au 1er janvier 2022 le canton comprend désormais vingt-six communes entières.
| Nom                                             | Code Insee | Intercommunalité                    | Superficie (km2) | Population (dernière pop. légale) | Densité (hab./km2) | Modifier                                    |
| ----------------------------------------------- | ---------- | ----------------------------------- | ---------------- | --------------------------------- | ------------------ | ------------------------------------------- |
| Mareuil-sur-Lay-Dissais (bureau centralisateur) | 85135      | CC Sud-Vendée-Littoral              | 25,65            | 2 773 (2022)                      | 108                | modifier les données · modifier les données |
| L'Aiguillon-la-Presqu'île                       | 85001      | CC Sud-Vendée-Littoral              | 15,68            | 2 808 (2022)                      | 179                | modifier les données · modifier les données |
| Angles                                          | 85004      | CC Vendée-Grand-Littoral            | 34,27            | 2 966 (2022)                      | 87                 | modifier les données · modifier les données |
| Bessay                                          | 85023      | CC Sud-Vendée-Littoral              | 10,79            | 449 (2022)                        | 42                 | modifier les données · modifier les données |
| La Boissière-des-Landes                         | 85026      | CC Vendée-Grand-Littoral            | 23,74            | 1 465 (2022)                      | 62                 | modifier les données · modifier les données |
| La Bretonnière-la-Claye                         | 85036      | CC Sud-Vendée-Littoral              | 16,48            | 587 (2022)                        | 36                 | modifier les données · modifier les données |
| Le Champ-Saint-Père                             | 85050      | CC Vendée-Grand-Littoral            | 24,67            | 2 041 (2022)                      | 83                 | modifier les données · modifier les données |
| Château-Guibert                                 | 85061      | CC Sud-Vendée-Littoral              | 35,16            | 1 550 (2022)                      | 44                 | modifier les données · modifier les données |
| Corpe                                           | 85073      | CC Sud-Vendée-Littoral              | 17,10            | 1 025 (2022)                      | 60                 | modifier les données · modifier les données |
| La Couture                                      | 85074      | CC Sud-Vendée-Littoral              | 7,03             | 229 (2022)                        | 33                 | modifier les données · modifier les données |
| Curzon                                          | 85077      | CC Vendée-Grand-Littoral            | 5,90             | 492 (2022)                        | 83                 | modifier les données · modifier les données |
| Le Givre                                        | 85101      | CC Vendée-Grand-Littoral            | 12,42            | 484 (2022)                        | 39                 | modifier les données · modifier les données |
| La Jonchère                                     | 85116      | CC Vendée-Grand-Littoral            | 11,50            | 483 (2022)                        | 42                 | modifier les données · modifier les données |
| Moutiers-les-Mauxfaits                          | 85156      | CC Vendée-Grand-Littoral            | 9,23             | 2 341 (2022)                      | 254                | modifier les données · modifier les données |
| Moutiers-sur-le-Lay                             | 85157      | CC Sud-Vendée-Littoral              | 18,28            | 823 (2022)                        | 45                 | modifier les données · modifier les données |
| Péault                                          | 85171      | CC Sud-Vendée-Littoral              | 9,09             | 618 (2022)                        | 68                 | modifier les données · modifier les données |
| Les Pineaux                                     | 85175      | CC Sud-Vendée-Littoral              | 17,44            | 678 (2022)                        | 39                 | modifier les données · modifier les données |
| Rives de l'Yon                                  | 85213      | CA La Roche-sur-Yon - Agglomération | 54,26            | 4 285 (2022)                      | 79                 | modifier les données · modifier les données |
| Rosnay                                          | 85193      | CC Sud-Vendée-Littoral              | 14,11            | 664 (2022)                        | 47                 | modifier les données · modifier les données |
| Saint-Avaugourd-des-Landes                      | 85200      | CC Vendée-Grand-Littoral            | 20,85            | 1 166 (2022)                      | 56                 | modifier les données · modifier les données |
| Saint-Benoist-sur-Mer                           | 85201      | CC Vendée-Grand-Littoral            | 15,53            | 511 (2022)                        | 33                 | modifier les données · modifier les données |
| Saint-Cyr-en-Talmondais                         | 85206      | CC Vendée-Grand-Littoral            | 13,91            | 400 (2022)                        | 29                 | modifier les données · modifier les données |
| Saint-Vincent-sur-Graon                         | 85277      | CC Vendée-Grand-Littoral            | 48,79            | 1 592 (2022)                      | 33                 | modifier les données · modifier les données |
| Sainte-Pexine                                   | 85261      | CC Sud-Vendée-Littoral              | 15,76            | 297 (2022)                        | 19                 | modifier les données · modifier les données |
| Le Tablier                                      | 85285      | CA La Roche-sur-Yon - Agglomération | 9,28             | 756 (2022)                        | 81                 | modifier les données · modifier les données |
| La Tranche-sur-Mer                              | 85294      | CC Sud-Vendée-Littoral              | 17,63            | 3 129 (2022)                      | 177                | modifier les données · modifier les données |
| Canton de Mareuil-sur-Lay-Dissais               | 8509       |                                     | 504,55           | 34 612 (2022)                     | 69                 | modifier les données                        |

### Intercommunalités
Le canton de Mareuil-sur-Lay-Dissais est à cheval sur deux communautés de communes et une communauté d'agglomération :
- La Roche-sur-Yon-Agglomération (deux communes) ;
- Sud-Vendée-Littoral (quatorze communes).
- Vendée-Grand-Littoral (onze communes) ;

## Démographie

### Démographie avant 2015
| 1962  | 1968  | 1975  | 1982  | 1990  | 1999  | 2006  | 2011  | 2012  |
| ----- | ----- | ----- | ----- | ----- | ----- | ----- | ----- | ----- |
| 6 857 | 6 446 | 6 307 | 6 757 | 7 014 | 7 157 | 8 366 | 9 074 | 9 196 |

### Démographie depuis 2015
En 2022, le canton comptait 34 612 habitants, en évolution de +4,99 % par rapport à 2016 (Vendée : +5,33 %, France hors Mayotte : +2,11 %).
| 2013   | 2018   | 2022   |
| ------ | ------ | ------ |
| 32 078 | 33 246 | 34 612 |